# Польское общество реабилитации
Польское общество реабилитации (пол. Polskie Towarzystwo Rehabilitacji) — польское научное общество, основанное в 1989 году.
Согласно Уставу, целью Общества является углубление знаний в области наук, связанных с медицинской реабилитацией; поддержка научных исследований; повышение квалификации членов Общества; сотрудничество с профильными научными обществами, учреждениями и организациями; представление польской реабилитации в стране и за рубежом.
В состав Общества входят 15 территориальных филиалов и 6 научных секций; Общество насчитывает около 3000 действительных и почётных членов.
Общество публикует ежеквартальный научный журнал «Postępy Rehabilitacji».
Общество активно участвует в международной научной деятельности, является партнёром и членом ряда профильных международных организаций, в том числе Международного общества физической и реабилитационной медицины (англ. International Society of Physical and Rehabilitation Medicine) и Европейского общества физической и реабилитационной медицины (англ. European Society of Physical and Rehabilitation Medicine).
Председателем Общества является доктор медицинских наук, профессор Piotr Majcher.